# Fiesta de los Humanitarios
La Fiesta de los Humanitarios surge a partir de los Humanitarios de San Martín, una sociedad fundada en 1905 cuyo primer propósito fue solucionar los problemas surgidos entre los ganaderos del concejo de Aller y los de Lena, y cuya obra ha derivado en ayudar a todas aquellas personas que tengan algún tipo de problema.
En el año 2007, la Sociedad Humanitarios de San Martín recibió el Premio Príncipe de Asturias al Pueblo Ejemplar, en su candidatura conjunta con el pueblo de Moreda, donde tiene su sede.
Se ha extendido por otros lugares de España.